# Мультики (трио)
«Мультики» — трио из г. Челябинска в составе Ларисы Брохман, Андрея Волкова и Юрия Харченко — студентов медицинского института, а позже — врачей. Образовано в середине 1980-х. Режиссёром и наставником коллектива был Михаил Вейцкин.
Трио — участник песенных фестивалей авторской песни: Ильменского, Грушинского и других. Лауреат Ильменского фестиваля (1985).

## Участники трио
- Лариса Бро́хман — родилась 28 января 1962 года в Челябинске, окончила Челябинский медицинский институт в 1986 году. Озвучивала мультфильмы «Элька и Звёздный почтальон», «Эволюция Петра Сенцова» (студия «Пилот», 2005 г.), «Особенный» (2006), «Мультипотам-3. Мечта» (2006), «Микрополис» (2006), «Симпсоны в кино» (Барт), Тарани в «Чародейках», Чебурашка в японском кукольном мультфильме 2010 года и т. д., а также несколько женских ролей в проекте Первого канала «Мульт личности». Помимо мультфильмов, озвучила огромное количество иностранных художественных фильмов, анимационный просветительский проект «Лёлик и Барбарики», аудиокниги «Клоунские рассказы про Шваха и Плюха», «Жили-были ёжики», «Клад под старым дубом» и «Русские народные сказки для самых маленьких», компьютерные игры «Цыплёнок Цыпа», «Карлсон», «Капитан Саблезуб», «Петрович строит лодку», «Егор Горошкин» и т. д. В начале 2008 года у Ларисы Брохман вышел первый полностью авторский диск «Внеклассное пение».
- Юрий Ха́рченко (24.11.1961 — 27.01.2023[5]) — автор большинства песен коллектива, врач «Скорой помощи», реаниматолог[6][7].
- Андрей Во́лков — кандидат медицинских наук, врач, руководитель детского медицинского центра[8], скрипач.

## Дискография
- 1994. «Песни для детей и их родителей» — студия United Sound, звукорежиссёр Сергей Спиридонов, при участии Владимира Батракова (клавишные, аранжировка), Евгении Яковлевой (скрипка, аранжировка), Сергея Крашенинникова (гитара, ГРАН)[7][9].

### Участие в сборниках
- 2001. Грушинский фестиваль-2001, CD-2.
- 1988. II Всесоюзный фестиваль авторской песни г. Таллин, часть 4.
- 1986. Заключительный концерт I Всесоюзного фестиваля СП в Саратове 1986 г. Часть 3.
- 1986. XIII туристский фестиваль патриотической песни им. В. Грушина. Концерт на гитаре ч. 3.